# جون هاموند (سياسي أمريكي)
جون هاموند (بالإنجليزية: John Hammond)‏ هو فلاح وسياسي أمريكي، ولد في 1814. حزبياً، نشط في الحزب الجمهوري. وقد انتخب عضو جمعية ولاية ويسكونسن.